# Zemsta Syreny
Księga piąta: Zemsta Syreny (ang. Syren) – piąta książka z cyklu powieści fantasy o młodym czarodzieju Septimusie Heapie, autorstwa angielskiej powieściopisarki Angie Sage. Seria opowiada o Septimusie Heapie, siódmym synu siódmego syna, obdarzonym nadzwyczaj magicznymi zdolnościami. Okładka książki jest wzorowana na dzienniku Syry, z fiolką zawierającą Żywe Zaklęcie Ochronne leżącą na wierzchu.

## Fabuła
Akcja książki rozgrywa się tuż po wydarzeniach opisanych w Tajemnej wyprawie. Jenna, Nicko, Snorri, Ullr i Beetle przebywają w Porcie, gdzie spotykają ojca Jenny, Milo Bandę, który namawia ich do spędzenia nocy na jego statku. Na Zamku Septimus zostaje mianowany na Starszego Ucznia przez Marcię Overstrand, gdyż jako jedyny Uczeń ukończył Wyprawę. Pozwala mu to wyruszyć w podróż na własną rękę, aby odebrać swoich przyjaciół z Portu.
Jednak wracając na Ogniopluju wraz z Jenną i Beetle trafiają na burzę, w której smok Septimusa zostaje ranny, a oni sami lądują na wyspie. Dzieją się tu dziwne rzeczy, latarnia nagle utraciła swoje Światło, a Septimus spotyka dziewczynę o imieniu Syrah.
Kłopoty również warzą dla Lucy i Wilczego Chłopca, którzy zostali uwikłani w niecne plany żeglarzy na morzu, a także dla Milo Bandy, ojca Jenny, który jest w posiadaniu tajemniczego skarbu znajdującego się w ładowni jego statku.